# الیسئو فالکن
الیسئو فالکن (انگلیسی: Eliseo Falcón؛ زادهٔ ۱۱ فوریهٔ ۱۹۹۷) بازیکن فوتبال اهل اسپانیا است.